# Vandtransport (biologi)
 For alternative betydninger, se vandtransport (flertydig). (Se også artikler, som begynder med vandtransport)
I alle væv foregår transport af vand ud og ind af cellerne, imellem væv og igennem kanaler.
Vandtransport over en cellemembran foregår igennem små vandkanaler i membranen, da selve membranmaterialet (lipiddobbeltlaget) er uigennemtrængeligt for vand. Vandkanalerne er proteinmolekyler som kaldes aquaporiner. De findes i alle slags organismer.

## Eksterne links og henvisninger
1. ↑  Ionekanaler og vannkanaler – en forutsetning for cellenes liv og hjernens elektriske signaler. Tidsskr Nor Lægeforen 2003

| Naturvidenskab | Spire Denne naturvidenskabsartikel er en spire som bør udbygges. Du er velkommen til at hjælpe Wikipedia ved at udvide den. |